# Sioux Falls
Sioux Falls is met 142.396 inwoners (2006) de grootste stad (city) van de staat South Dakota, Verenigde Staten. Het is niet de hoofdstad van South Dakota, dat is Pierre. De stad valt bestuurlijk gezien onder Lincoln County en Minnehaha County.

## Demografie
Van de bevolking is 11,1 % ouder dan 65 jaar en bestaat voor 29,8 % uit eenpersoonshuishoudens. De werkloosheid bedraagt 1,6 % (cijfers volkstelling 2000).
Ongeveer 2,5 % van de bevolking van Sioux Falls bestaat uit hispanics en latino's, 1,8 % is van Afrikaanse oorsprong en 1,2 % van Aziatische oorsprong.
Het aantal inwoners steeg van 101.461 in 1990 naar 123.975 in 2000.
.
In 2006 is het aantal inwoners door het United States Census Bureau geschat op 142.396, een stijging van 18421 (14,9%). Er bevindt zich een kleine Gereformeerde Gemeente (Netherlands Reformed Congregation) met 63 leden in 2020.

## Klimaat
In januari is de gemiddelde temperatuur -10,1 °C, in juli is dat 23,5 °C. Jaarlijks valt er gemiddeld 606,0 mm neerslag (gegevens op basis van de meetperiode 1961-1990).

## Geografie
Volgens het United States Census Bureau beslaat de plaats een oppervlakte van
145,9 km², geheel bestaande uit land.

## Plaatsen in de nabije omgeving
De onderstaande figuur toont nabijgelegen plaatsen in een straal van 20 km rond Sioux Falls.

## Geboren
- George Botsford (1874-1949), componist
- Christopher Cain (1943), regisseur, scenarist en producent
- Brian Cummings (1948), muzikant, stemacteur en radiopresentator
- Michael Fossum (1957), astronaut
- January Jones (1978), actrice
- Shayna Baszler (1980), worstelaar en MMA-vechtster
- Taryn Kloth (1997), beachvolleyballer